# Échinocandine

Représentation schématique de la structure de la caspofungine.

Les échinocandines sont une classe de médicaments antifongiques inhibant la synthèse des β-glucanes de la paroi cellulaire du champignon. La caspofungine, la micafungine, l'anidulafungine et la rézafungine, quatre médicaments de cette classe, sont utilisés pour le traitement des mycoses invasives.